# Ohnivky
Ohnivky (Pyrosomida) jsou jedním ze tří řádů salp (Thaliacea). Zahrnují jedinou čeleď ohnivkovití (Pyrosomidae). Vyskytují se v mořích teplého a mírného pásu. Vyznačují se silnou bioluminiscencí.

## Taxonomie
řád obsahuje jen jednu čeleď a ta jeden rod:
- čeleď ohnivkovití (Pyrosomidae)
  - rod Pyrosoma (Péron, 1804) - ohnivka